# Große Sturmhaube (Riesengebirge)
Die Große Sturmhaube (polnisch Śmielec, tschechisch Smělec) ist ein Berg im westlichen Teil des Riesengebirges, sechs Kilometer nordnordwestlich von Špindlerův Mlýn (Spindlermühle) und sieben Kilometer südlich von Szklarska Poręba (Schreiberhau). Der Gipfel befindet sich nahe der tschechisch-polnischen Grenze vollständig auf polnischer Seite.

## Lage
Die Große Sturmhaube liegt zwischen Veilchenstein (poln. Łabski Szczyt, tschech. Violík) und den Mannsteinen (poln. Czeskie Kamienie, tschech. Mužské kameny).
Im Nordosten wird er vom Gletscherkar der Agnetendorfer Schneegrube (auch Schwarze Schneegrube, poln.Czarny Kocioł Jagniątkowski) begrenzt.

### Nahegelegene Gipfel
| Ostroga       | Koralowa Góra | Kozielec        |
| Vysoká pláň   | Kompass       | Hraniční hřeben |
| Harrachsteine | Medvědín      | Festungshübel   |

## Hydrologie
Durch die Schwarze Schneegrube fließt der Gebirgsbach Schneegrubenwasser (poln. Wrzosówka), an der Nordostseite liegt die Quelle der Kochel (poln. Szklarska). Der kleine Nebenfluss der Zacken (poln. Kamienna) nimmt dann aber den Weg Richtung Nordwesten, um auch den Nordosthang des Hohen Rads (poln. Wielki Szyszak) zu entwässern. Das Wasser der Südhänge fließt in den Elbgrund (poln. Labský důl).

## Namen
Anders als der Name vermuten lässt, ist der Gipfel im Vergleich zur Kleinen Sturmhaube 15 Meter niedriger. Der alte polnische Name des Berges ist "Wielki Szyszak", womit aber heute das Hohe Rad (tschech. Vysoké Kolo) bezeichnet wird, dessen früherer polnischer Name wiederum "Wielkie Koło" (Großes Rad) lautete. Die Namensänderung erfolgte kurz nach dem Zweiten Weltkrieg nach der Beschreibung auf deutschen kartografischen Karten. Die tschechischen und deutschen Namen der beiden Berge blieben unverändert.

## Flora, Fauna und Naturschutz
Die Große Sturmhaube liegt auf dem Gebiet von zwei Nationalparks. In Polen im Karkonoski Park Narodowy (KPN) und in Tschechien im Krkonošský národní park (KRNAP) am Kammweg (Weg der polnisch-tschechischen Freundschaft).
Der Gipfel ist waldlos und von Geröllfeldern bedeckt, die sich am Nordosthang fortsetzen. Die Flora entspricht der subalpinen Vegetationsstufe mit Flechten und Latschen als vorherrschende Pflanzen. Die klimatischen Verhältnisse gestatten es nur pflanzenfressenden Wanzen, Spinnen und Holz bewohnenden Käfern sich hier auf Dauer zu halten, denn nur sie finden ausreichend Schutz vor Wind und Wetter. Die Insekten aber sind Nahrung für verschiedene Vogelarten wie z. B. Alpenbraunelle, Bergpieper oder Rotschwänzchen.

## Umgebung
- 400 Meter östlich, im Sattel vor den Mannsteinen, erinnert eine Gedenkstätte an den tragischen Tod des tschechischen Journalisten Richard Kalman, der hier während eines Schneesturms am 14. Januar 1929 starb.
- Weniger als einen Kilometer südlich des Gipfels befindet sich die Martinova bouda (Martinsbaude), eine der ältesten Bergbauden im Riesengebirge, die um das Jahr 1642 gegründet wurde.

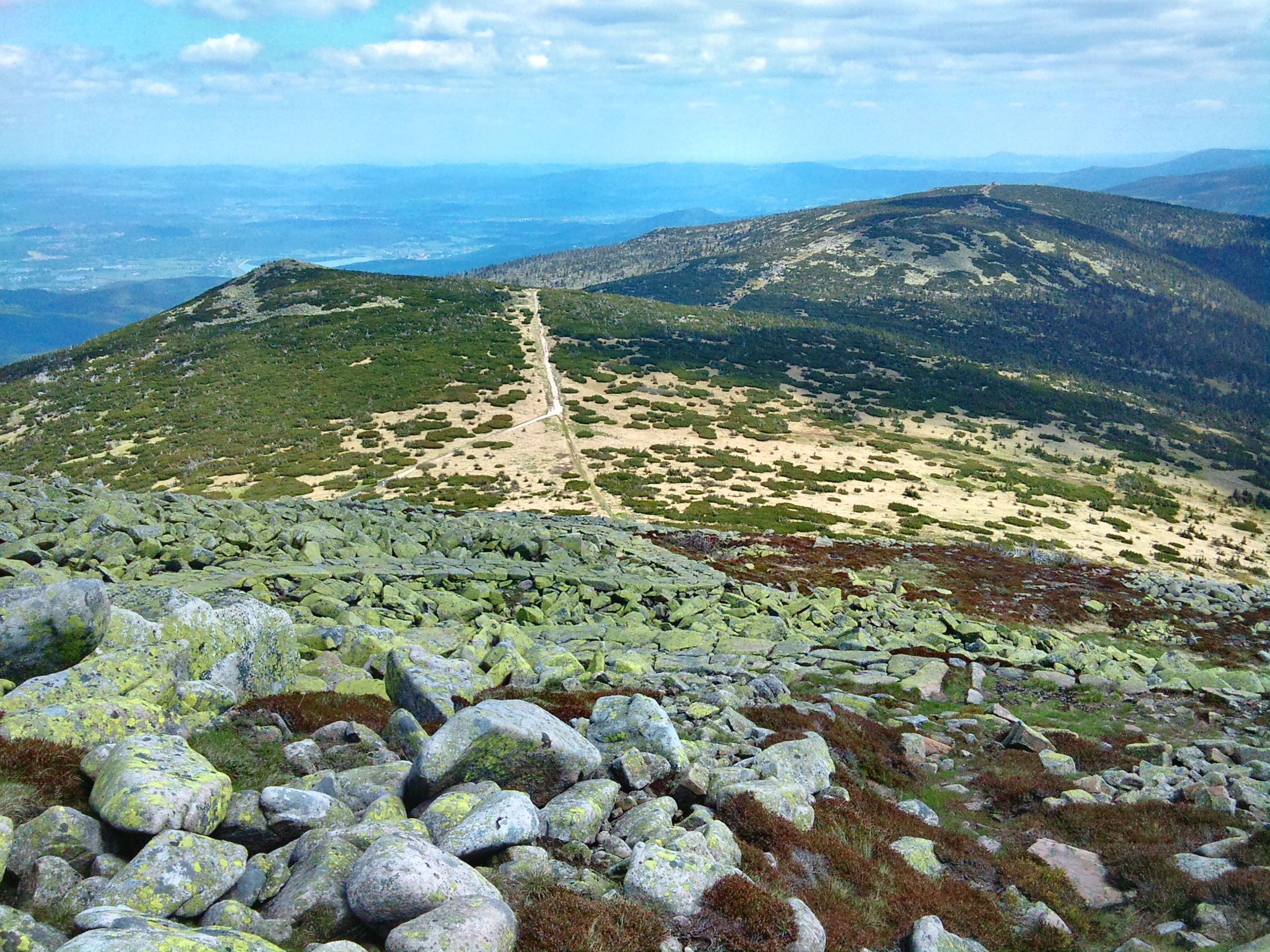
Blick vom Hohen Rad

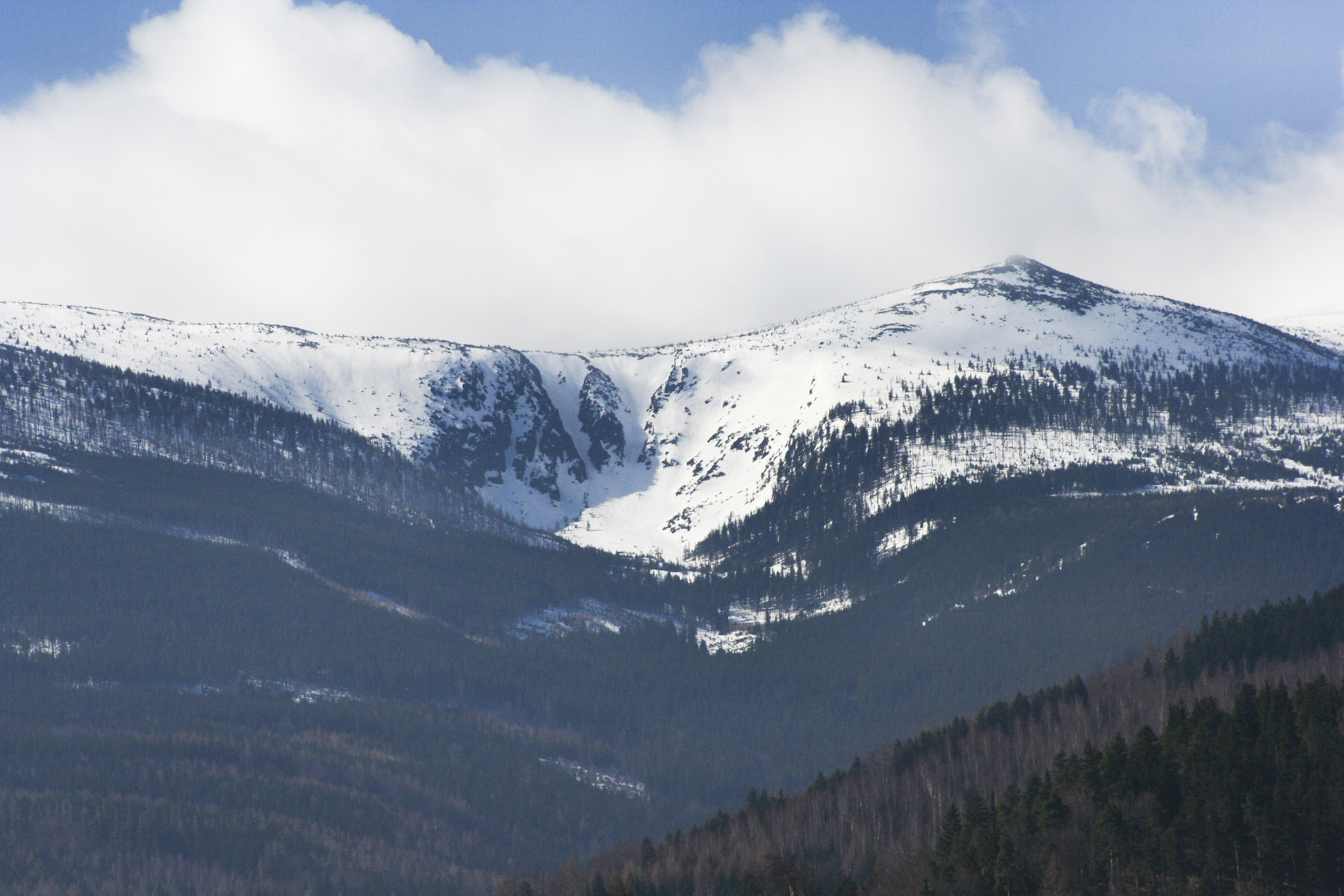
Blick auf den Gipfel und die Agnetendorfer (Schwarze) Schneegrube von polnischer Seite

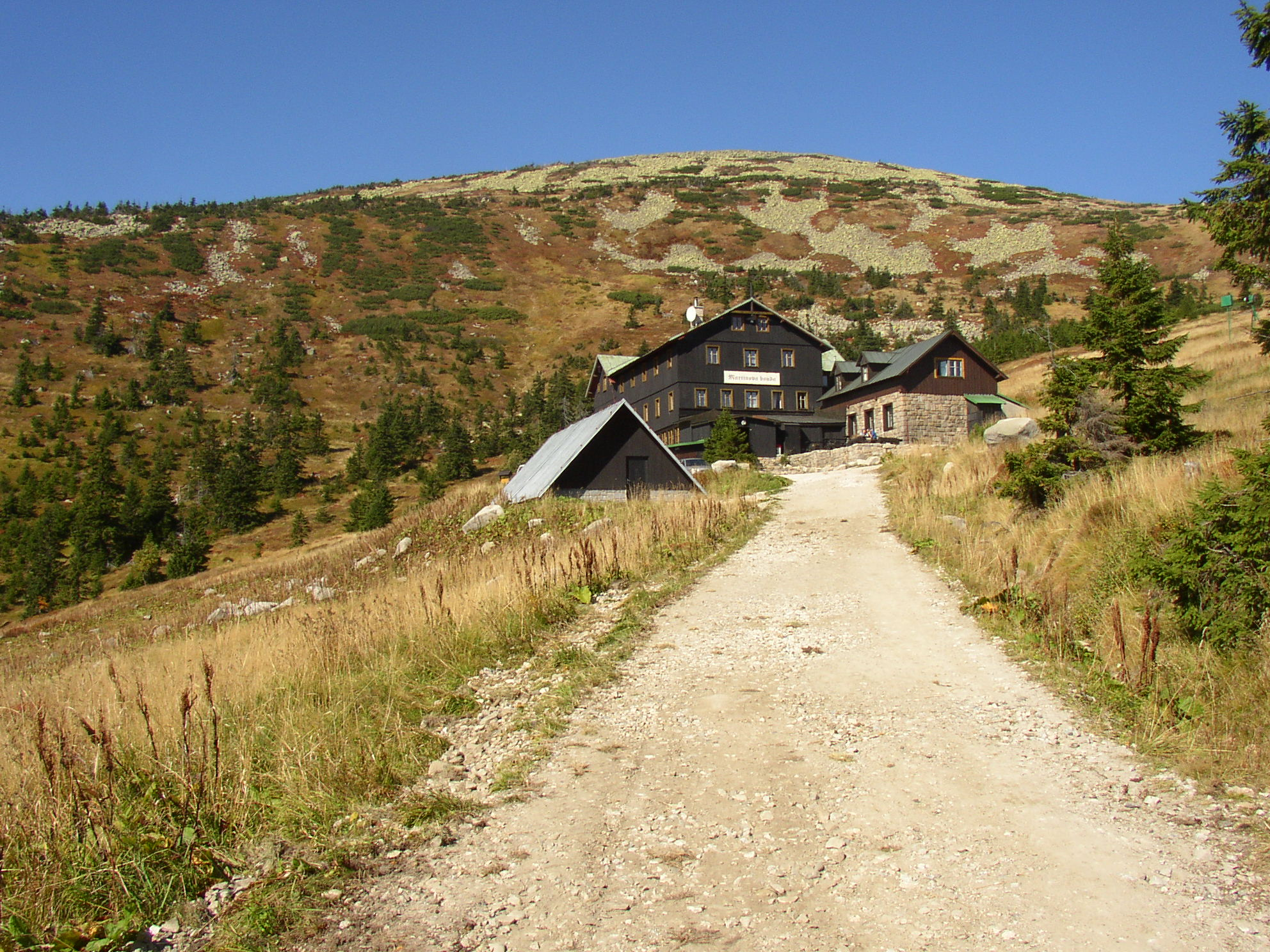
Die Martinsbaude am Südhang